# Donia Massoud
Pour les articles homonymes, voir Massoud.
 (mai 2015).
Si vous disposez d'ouvrages ou d'articles de référence ou si vous connaissez des sites web de qualité traitant du thème abordé ici, merci de compléter l'article en donnant les références utiles à sa vérifiabilité et en les liant à la section « Notes et références ».
Donia Massoud est une comédienne et chanteuse franco-égyptienne. 

## Biographie
Elle est née et a grandi à Alexandrie en Égypte, qu’elle quitte pour Le Caire à l’âge de 19 ans. Seule et indépendante, au grand dam de sa famille, elle part découvrir la scène et le théâtre,,.
Après de nombreuses expériences théâtrales et scéniques, chantant et jouant la comédie, Donia Massoud commence un voyage qui va durer trois ans. Elle partira sillonner toute l’Égypte à la découverte, à la recherche et pour la consignation du folklore poétique et musical égyptien. Elle voyage dans tout le pays, visite toutes les régions, de Suez à la Haute-Égypte, pour apprendre et étudier les répertoires musicaux des gens ordinaires,.
À son retour, elle crée sa propre troupe indépendante de musiciens, avec qui elle a tourné en Europe, en Asie et en Afrique, présentant les chansons du folklore égyptien et elle a publié son premier CD Mahatet Masr.
Elle a aussi rejoint le groupe de Fathi Salama, la troupe d’Al Warsha et beaucoup d’autres groupes de musique et compagnies de théâtre,.
Le théâtre a toujours été la principale inspiration pour le projet de musique de Donia Massoud, car elle croit que ces chansons folkloriques ce sont une sorte d’art dramatique. En parallèle, elle a joué dans beaucoup de longs métrages, séries télé et pièces de théâtre en Égypte et en Suède, en arabe et en anglais,.
Son personnage sur scène très spécial est, selon ses mots, fait de souvenirs de la coquetterie légendaire de Shadia et de Soad Hosni, deux stars du cinéma égyptien des années 1940 et 1950,,,.
Depuis 2013 elle vit à Paris et continue à présenter son projet de musique. Elle a joué récemment à l'Institut du Monde Arabe (IMA) à Paris et au Shoman Festival à Amman en Jordanie.
En tant que comédienne elle travaille actuellement à un projet de théâtre et danse avec la chorégraphe et danseuse Nancy Naous.
En 2022 elle joue le role de Sharazad dans Shall I compare you to a Summer Day?
Elle joue le rôle de la femme de George dans le film Les Aigles de la République de Tarik Saleh. Le film sera présenté en avant-première mondiale en mai 2025 au festival de Cannes, où il sera projeté en compétition pour la Palme d'or. La sortie du film est prévue pour le 5 septembre 2025.

## Discographie
- 2009 : Mahatet Masr (محطة مصر)
- 2017 : Live in Paris

## Filmographie
Cinéma
- 2002 : Khalli Eldemagh Sahi, de Mohamed Abou-Seif
- 2006 : Galteny Mogremen (جعلتنى مجرماً), d'Amr Arafa
- 2007 : In the Heliopolis Flat (في شقة مصر الجديدة) de Mohamed Khan
- 2008 : Genenet al asmak de Yousry Nasrallah
- 2011 : Blue Dive (اللون الأزرق) de Mostafa Youssef
- 2022: Shall I Compare You to a Summer’s Day? de Mohammad Shawky Hassan
- 2025: Les Aigles de la République de Tarik Saleh

Télévision
- 2005 : Alb Habiba
- 2007 : Hanan w Haneen
- 2008 : Eleiada
- 2008 : Sharif we Nos
- 2009 : Majnoun Laila
- 2010 : Ahl Cairo (اهل كايرو)
- 2011 : Matt Nam Sabboba Massreya

## Théâtre
- 2011 : Nine Parts of Desire, Teater Foratt, mise en scène Heater Raffo
- 2011 : Warlords, Teater Foratt